# Rick van der Linden
Rick van der Linden (Badhoevedorp, 5 agosto 1946 – Groninga, 22 gennaio 2006) è stato un compositore e tastierista olandese.

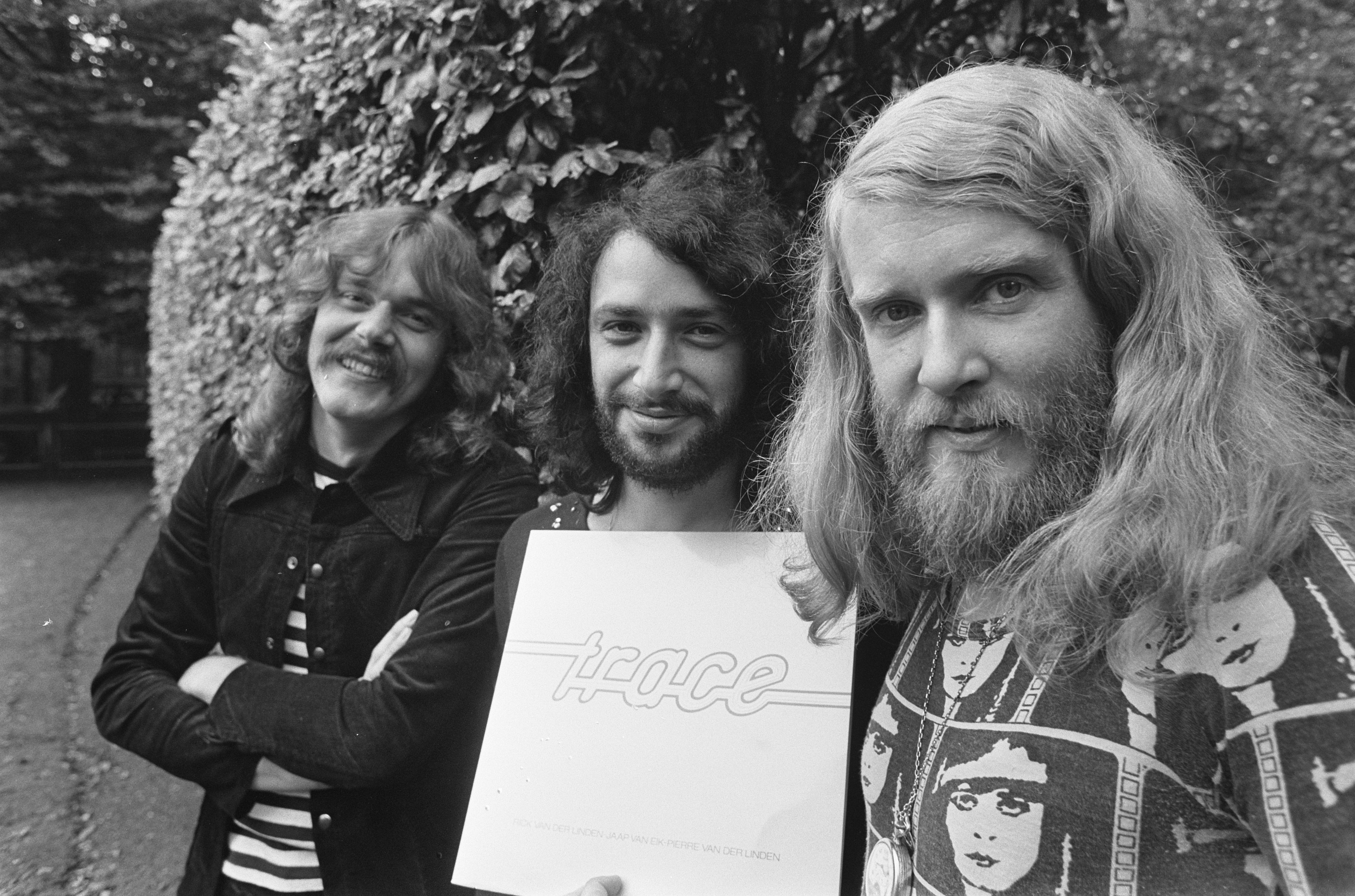
Van der Linden (sulla destra) i Trace (1974)

È noto per essere stato membro degli Ekseption, ma la sua attività comprende varie collaborazioni, tra cui i Trace. Ha prodotto anche diversi album come solista: molte sue composizioni sono delle rivisitazioni di popolari pezzi classici, soprattutto di Johann Sebastian Bach e Ludwig van Beethoven.

## Biografia
Van der Linden cresce ad Haarlem, dove comincia a studiare pianoforte quando ha 13 anni. Dopo aver frequentato la scuola di musica presso L'Aia si diploma in pianoforte, organo e composizione. Successivamente insegna musica a Haarlem e collabora con numerose orchestre sinfoniche.
Con gli Ekseption, e successivamente con i Trace, Van der Linden gira l'Europa, ottenendo un notevole successo con entrambe le formazioni. Collabora con numerosi artisti, tra i quali Joachim Kuhn, Deep Purple, Phil Collins, Vangelis, Jack Lancaster, Robbie van Leeuwen e Brand X.
Muore a Groninga nel gennaio del 2006, e viene sepolto a Hoogeveen.